# Henry Salt (egiptólogo)

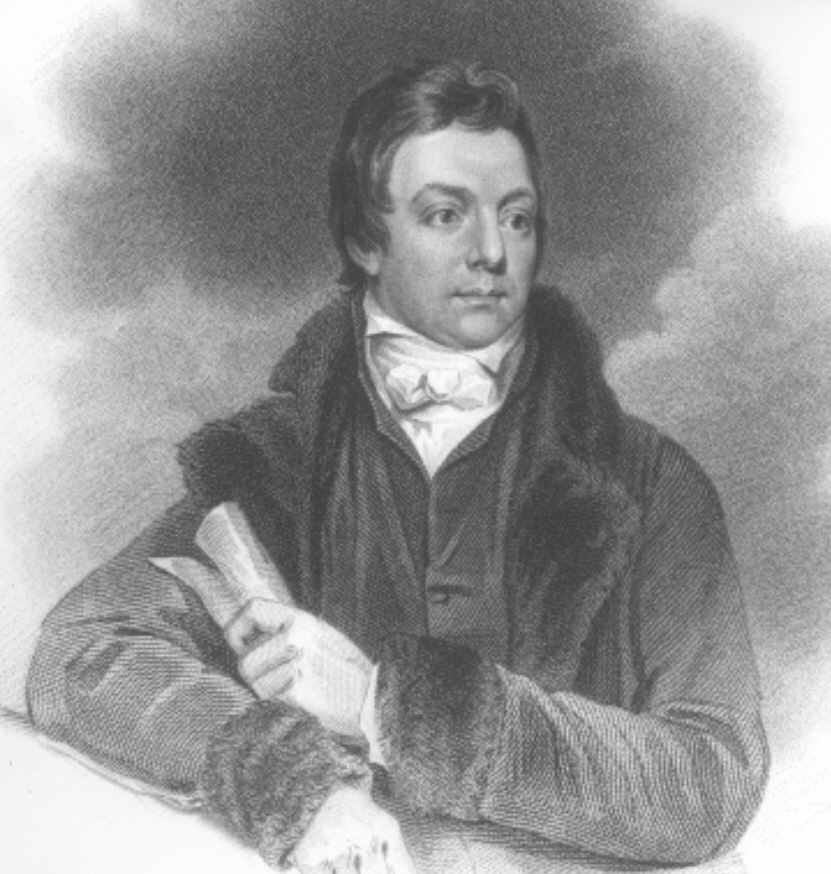
Retrato de Henry Salt feito por John James Halls.

Henry Salt (Lichfield, 14 de junho de 1780 - 30 de Outubro de 1827) foi um artista, viajante, diplomata e egiptólogo britânico.

## Biografia
Henry Salt nasceu em Lichfield e estudou para ser um pintor de retratos, primeiro em Lichfield e depois em Londres. Em 1802 ele foi nomeado secretário e desenhista de George Annesley. Eles iniciaram uma viagem pelo oriente, viajando para a Índia. Salt explorou a região do Mar Vermelho e em 1805 visitou os planaltos etíopes. Ele retornou, então, para a Inglaterra em 1806. As pinturas de Salt desta viagem foram usadas no livro Voyages and Travels to India, do Lorde de Valencia, publicado em 1809.
Salt retornou à Etiópia em 1809 em uma missão governamental para explorar acordos diplomáticos e comerciais com o Wolde Selassie e o Ras, chefe dos tigrínios. Em seu retorno ele publicou o livro A voyage to Abyssinia, and travels into the interior of that country, executed under the orders of the British government in the years 1809 & 1810, e uma coleção de desenhos intitulados Twenty-four Views Taken in St Helena, The Cape, India, Ceylon, Abyssinia and Egypt. Posteriormente ele retornou e continuou uma amizade com o chefe-militar da Etiópia Sabagadis.

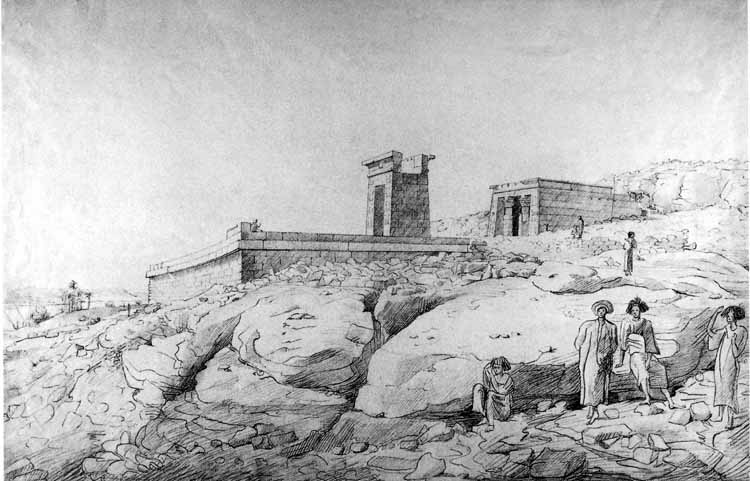
O Templo de Dendur na sua localização original. Desenho de Henry Salt.

Em 1815 Salt foi nomeado Consul-geral britânico no Cairo. Durante sua estada no Egito, ele acumulou uma coleção de artefatos egípcios, sendo o mais notável uma cabeça de Ramessés II do Ramesseum, que foi presenteada ao Museu Britânico, e o sarcófago de Ramessés III, que foi comprada pelo Museu do Louvre. Ele também patrocinou escavações em Tebas e Abul-Simbel, realizando importantes pesquisas arqueológicas nas pirâmides de Gizé e na Esfinge, e ganhando elogios pela habilidade sua de decifrar hieróglifos do próprio Jean-François Champollion.
Ele se empenhou na tarefa de reunir uma coleção de antiguidades, embora ele tenha sido prejudicado de todas as formas possíveis por Bernardino Drovetti, quem, sendo demitido de seu cargo oficial, se dedicou a supervisionar, pessoalmente, a busca por antiguidades em todo o país. Drovetti teve grandes vantagem sobre Salt por seu conhecimento do Egito, onde viveu por muitos anos, e também graças a sua estreita amizade com o Paxá Mehmet Ali.
No ano em que chegou ao Cairo, Salt teve a sorte de se encontrar com Giovanni Battista Belzoni, uma pessoa extraordinária que imediatamente tornou-se seu agente, e com Giovanni D’Athanasi, um grego conhecido como Yanni, que trabalhou para Salt na região de Tebas de 1817 a 1827. Graças à seus assistentes, Salt conseguiu construir sua importante coleção em apenas dois anos. Esta foi vendida ao Museu Britânico por duas mil libras, e foi seguida de outra coleção, mais importante, acumulada por Salt de 1819 a 1824, tendo não menos do que 4 014 objetos. Depois de ser rejeitado pelo Museu Britânico por ser considerada muito cara, esta segunda coleção foi vendida ao Carlos X de França por dez mil libras, e, posteriormente, ajudou a aumentar, a impressionante coleção egípcia do Museu do Louvre, em Paris.
Salt também conseguiu montar uma terceira coleção, contando com 1083 objetos, que foi vendida em leilão, em sua maioria para o Museu Britânico, em 1835, oito anos depois de sua morte em Desouk em 1827.

## Homenagens
Salt foi retratado por Robert Portal no documentário Egypt, da Rede de TV BBC, em 2005.